# 秦岭云
秦岭云（1914年2月—2008年1月29日），曾用名维新、日新，字铭三，河南汲县人，中国国画家，中央文史研究馆馆员，中国国民党革命委员会党员。